# Zachod (Czichaczowskoje)
Zachod (ros. Заход) – wieś (ros. деревня, trb. dieriewnia) w zachodniej Rosji, w osiedlu wiejskim Czichaczowskoje rejonu bieżanickiego w obwodzie pskowskim.

## Geografia
Miejscowość położona jest w dorzeczu rzeki Uda, 9,5 km od drogi regionalnej 58K-018 (Porchow – Chriapjewo), 16,5 km od centrum administracyjnego osiedla wiejskiego (Aszewo), 28 km od centrum administracyjnego rejonu (Bieżanice), 116 km od stolicy obwodu (Psków).

## Demografia
W 2010 r. miejscowość nie posiadała mieszkańców.